# Micro-HF

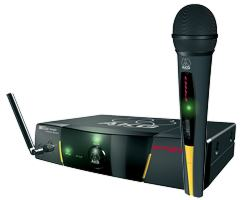
Micro-HF avec sa base.

Le Micro-HF (pour Haute fréquence) est un micro, soit de type électrostatique à électret (« micro-cravate » ou « micro casque »), soit de type dynamique à bobine mobile ou bien encore électrostatique à condensateur.
Il est composé d'une base HF (d'où son surnom de micro-HF) et d'un émetteur, lui-même connecté au micro. Puisqu'on n'a plus recours à un câble, il permet la liberté de mouvements de son utilisateur. Le micro-HF est de ce fait très employé sur les plateaux de télévision, au cinéma et pendant les concerts.